# SOVEL
 (mars 2024).
La mise en forme du texte ne suit pas les recommandations de Wikipédia : il faut le « wikifier ».
Les points d'amélioration suivants sont les cas les plus fréquents :
- Les titres sont pré-formatés par le logiciel. Ils ne sont ni en capitales, ni en gras.
- Le texte ne doit pas être écrit en capitales (les noms de famille non plus), ni en gras, ni en italique, ni en « petit »…
- Le gras n'est utilisé que pour surligner le titre de l'article dans l'introduction, une seule fois.
- L'italique est rarement utilisé : mots en langue étrangère, titres d'œuvres, noms de bateaux, etc.
- Les citations ne sont pas en italique mais en corps de texte normal. Elles sont entourées par des guillemets français : « et ».
- Les listes à puces sont à éviter, des paragraphes rédigés étant largement préférés. Les tableaux sont à réserver à la présentation de données structurées (résultats, etc.).
- Les appels de note de bas de page (petits chiffres en exposant, introduits par l'outil «  Source ») sont à placer entre la fin de phrase et le point final[comme ça].
- Les liens internes (vers d'autres articles de Wikipédia) sont à choisir avec parcimonie. Créez des liens vers des articles approfondissant le sujet. Les termes génériques sans rapport avec le sujet sont à éviter, ainsi que les répétitions de liens vers un même terme.
- Les liens externes sont à placer uniquement dans une section « Liens externes », à la fin de l'article. Ces liens sont à choisir avec parcimonie suivant les règles définies. Si un lien sert de source à l'article, son insertion dans le texte est à faire par les notes de bas de page.
- La présentation des références doit suivre les conventions bibliographiques. Il est recommandé d'utiliser les modèles {{Ouvrage}}, {{Chapitre}}, {{Article}}, {{Lien web}} et/ou {{Bibliographie}}. Le mode d'édition visuel peut mettre en forme automatiquement les références.
- Insérer une infobox (cadre d'informations à droite) n'est pas obligatoire pour parachever la mise en page.

Pour une aide détaillée, merci de consulter Aide:Wikification.
Si vous pensez que ces points ont été résolus, vous pouvez retirer ce bandeau et améliorer la mise en forme d'un autre article.

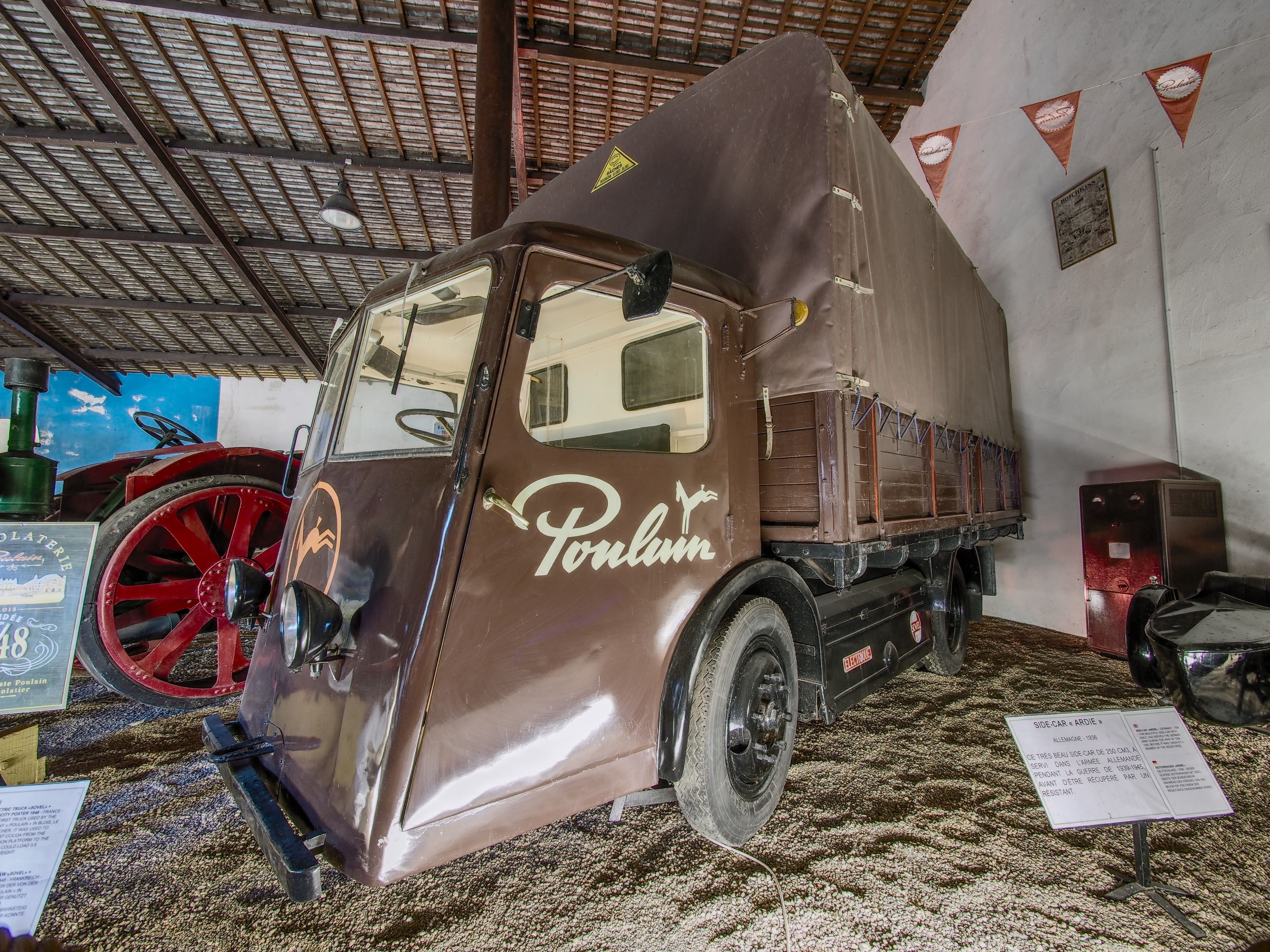
1938 camion électrique Sovel + affice 1848 pub, Musée Maurice Dufresne photo 1

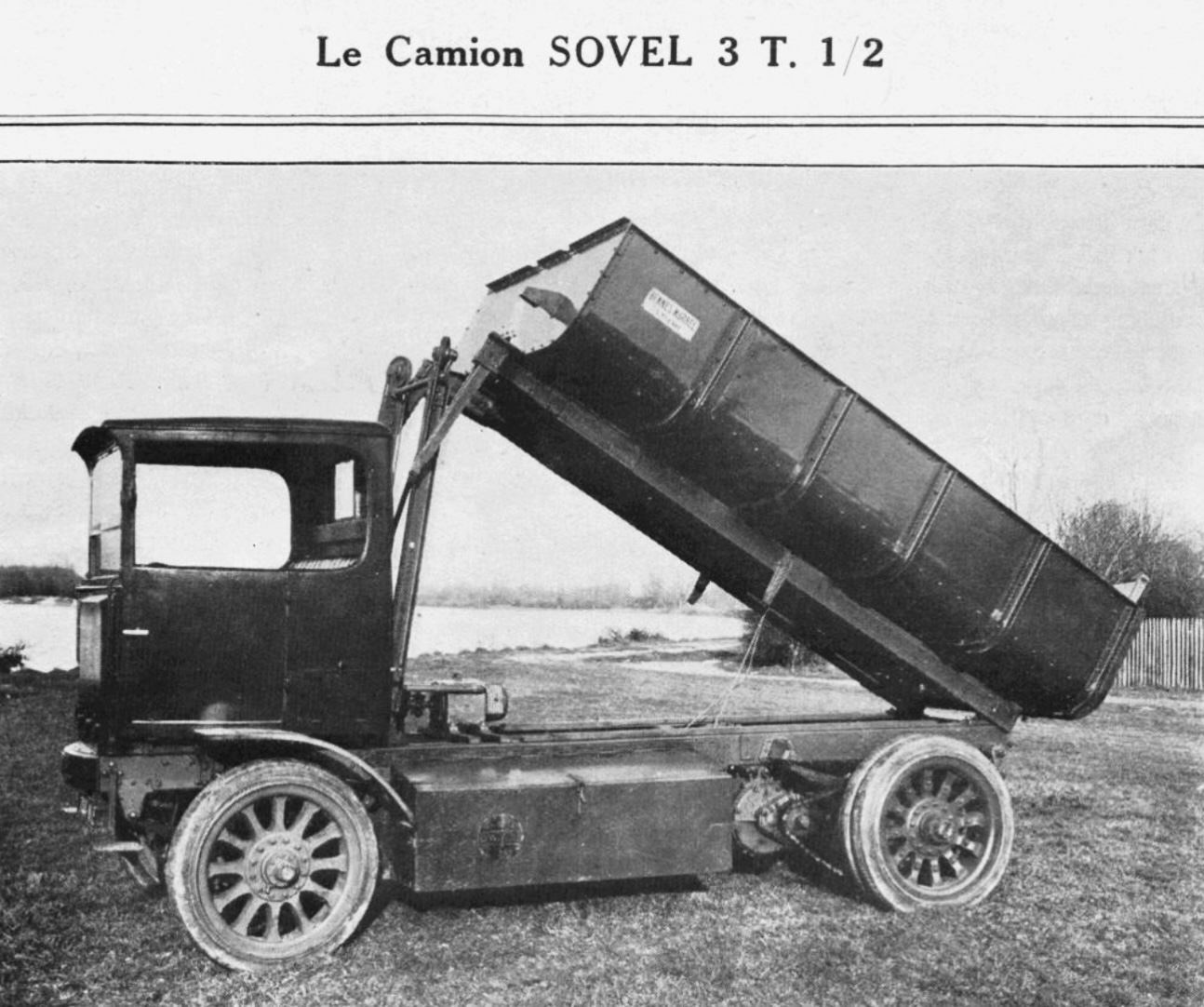
Sovel 3,5 t (1927)

La Société des Véhicules Électriques, SOVEL, fondée en 1919 à Saint-Étienne puis établie à Villeurbanne, fut un acteur majeur de l'industrie automobile française. Spécialisée dans la fabrication de camions destinés au ramassage des ordures et à l'entretien des voiries, SOVEL s'est également distinguée par la production du Sovel VR, un utilitaire électrique innovant, pendant la Seconde Guerre mondiale. Cette entreprise a marqué son époque par son ingéniosité et sa contribution à la mobilité urbaine. Au cours du 20e siècle Sovel s'imposa comme le plus important fabricant de camions électriques en France.

## Historique
La Société des Véhicules Électriques, communément connue sous le nom de SOVEL, trouve ses racines dans l'année 1919, lorsque l'ingénieur Louis Noyer envisagea de rétablir en France une industrie de véhicules électriques routiers, laissant ainsi une empreinte indélébile sur l'histoire de l'automobile hexagonale. Fondée avec l'ambition de répondre aux besoins en matière de véhicules destinés au ramassage des ordures ménagères et à l'entretien des voiries, SOVEL amorça son parcours à Saint-Étienne puis l'usine est transférée 154 route de Crémieu (rue Léon-Blum) en 1939. Cette entreprise, initialement spécialisée dans la conception de camions électriques, se distingua rapidement en devenant le plus important constructeur de véhicules automobiles de son époque sur le territoire national.
Au seuil des années 1930, le paysage économique et technologique subissait déjà les secousses de l'innovation. SOVEL, tout en consolidant sa présence dans le segment des véhicules dédiés aux services municipaux, amorça une diversification vers la fabrication de véhicules de livraison. Cependant, le déclenchement de la Seconde Guerre mondiale engendra un tournant décisif dans l'histoire de l'entreprise. L'occupation allemande et le rationnement impérieux de l'essence précipitèrent l'émergence d'une alternative inattendue : la résurgence de l'intérêt pour les véhicules électriques.
C'est dans ce contexte mouvementé que SOVEL, déjà renommé pour ses camions électriques, proposa une solution novatrice : le Sovel VR. S'inspirant du modèle Chenard & Walcker CHE, cet utilitaire compact et économe en énergie connut une brève mais significative période d'activité, entre 1941 et 1942. La situation de crise énergétique imposée par l'occupation nazie incita les constructeurs à revisiter les technologies électriques abandonnées au profit des moteurs à combustion. Dans ce panorama de restrictions et d'ingéniosité, le Sovel VR se distingua par sa capacité à répondre aux besoins de mobilité dans un environnement contraint.
Avec une charge utile de 1 000 kg et des performances modestes, mais néanmoins pertinentes compte tenu du contexte, le Sovel VR démontra la viabilité des véhicules électriques dans des conditions adverses. Son architecture, dérivée du Chenard & Walcker CHE, offrait une combinaison astucieuse de légèreté et de robustesse, facilitant ainsi son utilisation dans des tâches variées telles que le transport de marchandises ou la collecte des déchets.
Toutefois, l'aventure du Sovel VR fut écourtée par les événements tragiques de la Seconde Guerre mondiale. En 1942, le gouvernement de Vichy interdit la fabrication de tout type d'automobile, y compris les modèles électriques. Malgré cette contrainte réglementaire, l'esprit d'innovation de SOVEL ne fléchit pas. Après le conflit, Chenard & Walcker reprit la production de son utilitaire, tandis que SOVEL continua à explorer les horizons de la mobilité électrique jusqu'en 1947, avec quelques versions dérivées du Sovel VR.
Quant au nombre exact de Sovel VR produits, il demeure sujet à des estimations approximatives. Cependant, quelques centaines d'unités virent probablement le jour, dont certains exemplaires survivent encore de nos jours, témoignant ainsi de l'ingéniosité et de la résilience de l'industrie automobile française face aux défis les plus complexes.
Outre son implication directe dans la fabrication de véhicules, SOVEL a également contribué à l'émergence de nouveaux métiers et de nouvelles dynamiques économiques. La nécessité quotidienne de recharger les batteries de ces camions électriques a donné naissance à des services spécialisés, tels que la Société Lyonnaise pour l'Exploitation de Véhicules Électriques (SLEVE), fondée en 1927. Cette entité, grâce à son expertise dans la location et l'entretien des véhicules électriques, a joué un rôle crucial dans l'intégration de ces technologies innovantes dans la vie quotidienne des citoyens et des entreprises.
L'épopée de SOVEL et de ses camions électriques constitue ainsi une page singulière de l'histoire de l'industrie automobile française. En combinant savoir-faire technique, adaptabilité aux circonstances et vision novatrice, cette entreprise a contribué de manière significative à façonner le paysage de la mobilité urbaine et à ouvrir de nouvelles voies vers un avenir plus durable et résilient.

« dans  un Sovel, point d’embrayage, point de boîte à vitesses, de carburateur et, bien sûr, de moteur à explosion, donc presque pas de pannes possibles. Réputés increvables, 
ces camions rouleront parfois pendant près de cinquante ans ! »

— Alain Belmont